# Shooting the Mafia
Pour plus de détails, voir Fiche technique et Distribution.
Shooting the Mafia est un film documentaire américano-irlandais réalisé en 2019 par Kim Longinotto sur la photographe italienne Letizia Battaglia et sa carrière, documentant la vie et les crimes de la mafia à Palerme et ses environs. 
Longinotto s'intéresse aux femmes traversant des crises sociales dans le monde entier. Le travail de Battaglia offre un aperçu de la vie dans les années 2000 - ou plutôt « le cauchemar éveillé » sous le règne de la mafia et de ceux qui le vivent,,.  
Le documentaire remporte le prix du public au Festival international du film de Bruxelles (BRIFF) 2019. 

## Photographie

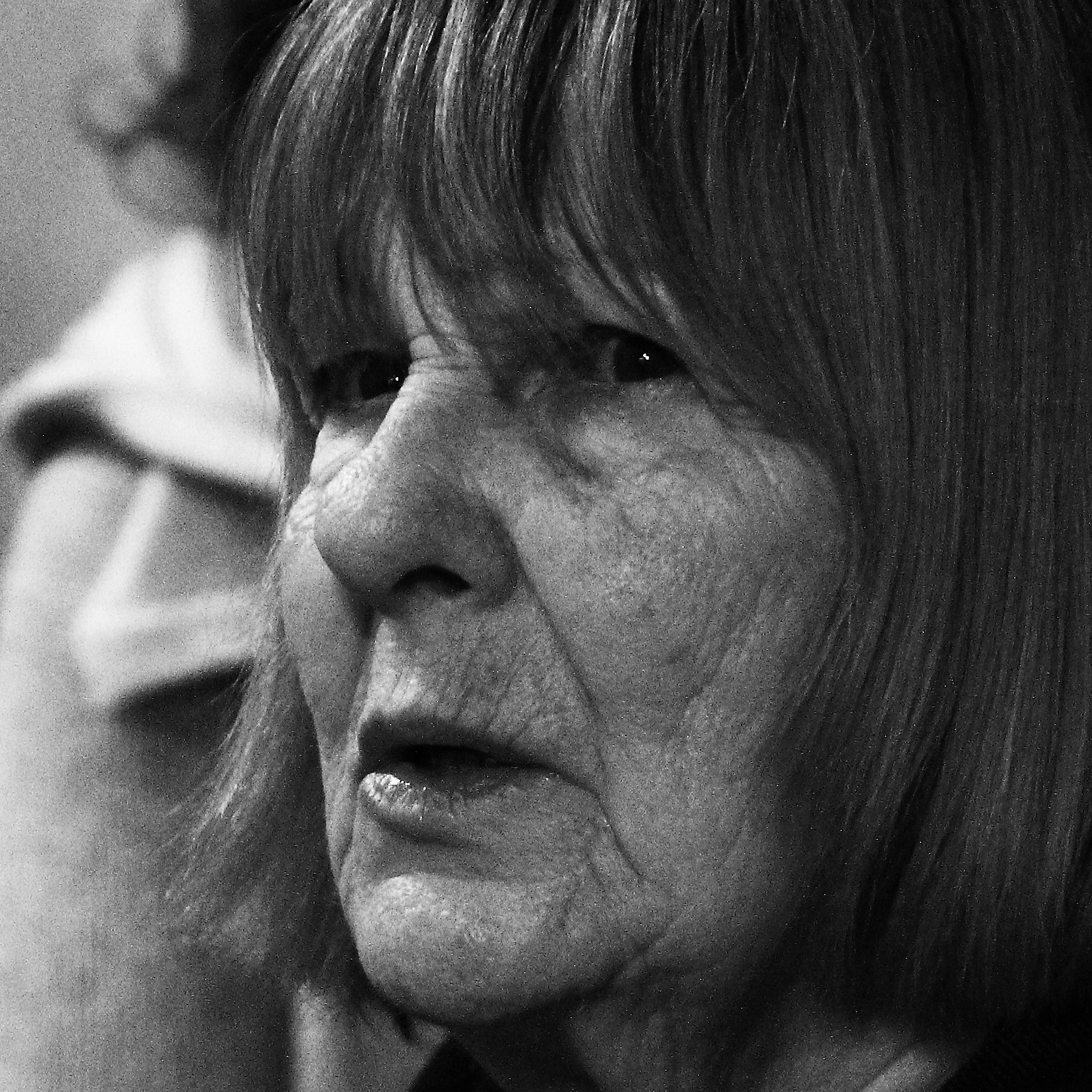
Letizia Battaglia, 28 novembre 2010